# Ethylen-propylenové a ethylen-propylen-dienové kaučuky
Ethylen-propylenové (EPM) a ethylen-propylen-dienové kaučuky (EPDM) jsou statistické nepolární kopolymery etylenu a propylenu. V případě EPDM je třetím monomerem, přidávaným v menším množství, do asi 12 %, dien (nejčastěji etylidennorbornen – ENB, či dicyklopentadien – DCPD). Tyto kaučuky mají výbornou odolnost vůči ozonu a povětrnostnímu stárnutí. To je způsobeno nepřítomností dvojných vazeb v hlavním řetězci (EPM neobsahují dvojné vazby vůbec, EPDM pouze na vedlejších řetězcích).

## Historie
EPDM a EPM byly poprvé vyrobeny počátkem šedesátých let 20. století. V polovině šedesátých let byly ze směsi, obsahující EPDM, gumárenské saze, olej, přísady a vulkanizační činidla, vyrobeny EPDM membrány pro hydroizolaci. Jako první byla v roce 1967 realizována střecha restaurace na letišti v Chicagu. Mohutný rozvoj výroby a aplikací hydroizolačních EPDM materiálů nastal v osmdesátých letech. Nyní se používají díky svým vlastnostem zejména na oplášťování kabelů, těsnění a dalších výrobků, kde jsou tyto vlastnosti důležité.

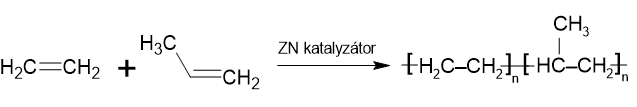
Příprava EPD kaučuků.

## Příprava
EPM a EPDM se připravují roztokovou kopolymerací ethylenu (ethen) a propylenu (propen) (a dienů u EPDM) v přítomnosti ZN katalyzátorů. ZN katalyzátory (Zieglerovy–Nattovy) se definují jako kombinace sloučenin přechodných kovů IV. – VIII. skupiny, konkrétně halogenidů nebo oxyhalogenidů např. titanu, vanadia, a organometalických sloučenin kovů I. až III. skupiny periodické tabulky prvků. Obvykle jsou používány hydridy, alkyl nebo aryl deriváty hliníku, lithia, zinku a další.

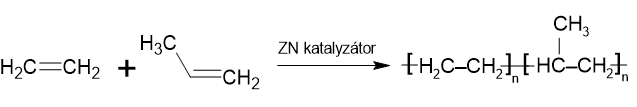
Příprava EPDM kaučuků.

Struktura EP(D)M kaučuků

## Vlastnosti
Vlastnosti ethylen-propylenových kaučuků jsou závislé na molekulární hmotnosti, její distribuci a na poměru ethylenu/propylenu. EPM a EPDM mají nízkou hustotu, kolem 0,90 g/cm³. Díky nepřítomnosti dvojné vazby na hlavním řetězci mají velice dobrou odolnost vůči ozonu. Dále se vyznačují odolností vůči ultrafialovému záření, vodní páře a zvýšené teplotě.
Ethylen-propylenové kaučuky mají perfektní stabilitu proti stárnutí a degradaci, poměrně dobrou schopnost plnění a mechanické vlastnosti podobné SBR (butadien-styrenový kaučuk). Nevýhodou je menší konfekční lepivost (přilnavost ke kordům), která je zapříčiněna nepřítomností polárních skupin. Jsou proto nevhodné pro výrobu běhounů pneumatik. Stejně jako další nepolární kaučuky, EPM a EPDM bobtnají v olejích a ropných produktech, ale odolávají alkoholům a ketonům. Mají velmi dobrou odolnost proti kyselinám, alkáliím a alkoholům. Jejich odolnost vůči nepolárním organickým rozpouštědlům, pohonným látkám a olejům je nízká.
Nepolární charakter umožňuje využití pro izolaci vodních nádrží a různých těsnění. Vysoký elektrický odpor dává možnost použít EPM a EPDM jako izolanty kabelů.

### EPM
EPM kaučuky jsou kopolymery ethylenu a propylenu. S rostoucím obsahem ethylenu roste krystalinita kaučuku. Pod 62 hm.% jsou označovány jako amorfní, nad 62 hm.% jako semikrystalické – to platí jak pro EPM, tak EPDM.
Dle množství ethylenu v EPM můžeme rozlišit některé specifické vlastnosti.
Typ s vysokým podílem ethylenu:
- Dobrá pevnost materiálu před zpracováním
- Teče při vysokých vytlačovacích teplotách
- Vysoká pevnost v tahu
- Vysoký modul
- Nižší cena

Typ s nízkým podílem ethylenu:
- Umožňuje rychlé míchání
- Malá teplotní flexibilita
- Malá tvrdost
- Nízký modul
- Dobré zpracování na kalandru

EPM dobře odolávají oxidaci, světlu, teplu, povětrnostním vlivům a ozonu. Odolávají chemikáliím i polárním rozpouštědlům, většině hydraulických kapalin, silikonovým olejům a tukům, hydroxidu sodnému a draselnému, vodní páře do teploty 150 °C. Špatně odolávají minerálním olejům a plamenu.
Jsou dobrým elektrickým izolantem, typické aplikace zahrnují trubky, těsnicí pásky, O-kroužky, těsnění, akumulátory, měděné a kabelové konektory, různé automobilové díly a ve směsích pro bočnice pneumatiky.
Tabulka 1 Fyzikální vlastnosti EPM
| spodní teplotní hranice použitelnosti |         |         |
| °C                                    |         |         |
| horní teplotní hranice použitelnosti  | 160     | °C      |
| dlouhodobé použití                    | 126–150 | °C      |
| pevnost v tahu                        | 7–21    | MPa     |
| maximální prodloužení                 | 100-600 | %       |
| tvrdost                               | 30–95   | Shore A |

### EPDM
Ethylen-propylen-dienový kaučuk je semikrystalický nebo amorfní kopolymer. Záleží na obsahu ethylenu. 
EPDM dobře odolávají povětrnostním podmínkám a slunečnímu svitu. Špatně odolávají oleji a rozpouštědlům. Mají dobrou odolnost vůči oděru, avšak špatně odolává roztržení. Vykazují dobrou adhezi ke kovům.
Komerční typy EPDM obsahují 40–80 hmot.% etylenu. S rostoucím obsahem etylenu roste krystalinita EPDM. Typy EPDM jsou označovány jako semikrystalické (nad 62 hm.% ethylenu) nebo amorfní (pod 62 hm.% ethylenu).
Typ s vysokým obsahem dienu:
- Vysoký modul
- Dobře odolává trvalé deformaci

Typ s nízkým obsahem dienu:
- Odolnější proti hoření a vyšším teplotám
- Vysoká tepelná stabilita
- Malá tvrdost
- Nízký modul

Použití ENB jako dienu:
- Rychlejší vulkanizace
- Vyšší tažnost
- Dobře odolává trvalé deformaci
- Kratší až středně dlouhý řetězec

Použití DCPD jako dienu:
- Pomalejší sirná vulkanizace
- Dobře odolává trvalé deformaci
- Dlouhý řetězec[6]

Amorfní typy s minimální krystalinitou jsou ohebnější za nízkých teplot, mají nižší tvrdost a vyšší elasticitu. Zvýšený obsah propylenu v semikrystalických typech dává EPDM lepší pevnost směsi před vulkanizací, vyšší pevnost, modul a tvrdost vulkanizátů, ale horší vlastnosti za nízkých teplot a horší trvalou deformaci.
Tabulka 2 Fyzikální vlastnosti EPDM
| spodní teplotní hranice použitelnosti |         |         |
| °C                                    |         |         |
| horní teplotní hranice použitelnosti  | cca 180 | °C      |
| dlouhodobé použití                    | 126–150 | °C      |
| pevnost v tahu                        | 3,5–17  | MPa     |
| maximální prodloužení                 | 600     | %       |
| tvrdost                               | 30–90   | Shore A |

## Vulkanizace
EPM není možné vulkanizovat sírou, protože neobsahuje dvojné vazby. Zesítění se docílí radiací, nebo pomocí peroxidů (lepší odolnost vůči vysokým teplotám), které po rozpadu na radikály odtrhnou přednostně nejslaběji vázaný vodík (na terciárním atomu uhlíku). Odtržením vodíku vzniknou makroradikály, jejichž spojením materiál zesíťuje pomocí vazeb C-C.
EPDM lze síťovat jak sírou (dvojné vazby jsou na vedlejších řetězcích), tak peroxidy, či pryskyřicemi. Vulkanizace s vysokou energií jako je použití radiačního záření se používá při výrobě k oplášťování drátů či kabelů. Vulkanizáty zesítěné peroxidy mají lepší stabilitu při vyšších teplotách, jsou pevnější díky pevnosti vzniklých příčných vazeb C-C. U síry zase mívají lepší mechanické vlastnosti, jako je například prodloužení. Toto je zapříčiněno délkou sulfidového můstku oproti délce vazby C-C.

## Použití
Využití EPDM je zejména ve výrobě střešních membrán a různých těsnění (u oken, dveří od auta), která jsou vystavována venkovním podmínkám. Tento elastomer bývá také používán pro výrobu bočních stěn pneumatik, aby se zlepšila odolnost proti tvorbě prasklin způsobených ozonem. Perfektní elektroizolační vlastnosti, které jsou důsledkem nepolárnosti kaučukového řetězce, dovolují jeho použití jako krytí kabelů s vysokým napětím. Jeho velmi dobrá odolnost vůči absorpci vody kombinovaná s dobrými mechanickými vlastnostmi umožňuje použití k izolaci vodních nádrží. Automobilové aplikace EPDM zahrnují zejména různá těsnění a hadice pro radiátory a topení. Často se používají také jako modifikátor houževnatosti plastů.